# Serbie-et-Monténégro au Concours Eurovision de la chanson junior
La Serbie-et-Monténégro participe pour l'unique fois au Concours Eurovision de la chanson junior en 2005.

## Représentants
| Année | Artiste     | Chanson                            | Langue      | Traduction du titre    | Place | Points |
| ----- | ----------- | ---------------------------------- | ----------- | ---------------------- | ----- | ------ |
| 2005  | Filip Vučić | Ljubav pa fudbal (Љубав па фудбал) | Monténégrin | L'amour et le football | 13    | 29     |

## Les points donnés et reçus
La Serbie-et-Monténégro a donné le plus de points à :
| Rang | Pays              | Points |
| ---- | ----------------- | ------ |
| 1    | Espagne           | 12     |
| 2    | Macédoine du Nord | 10     |
| 3    | Biélorussie       | 8      |
| 4    | Roumanie          | 7      |
| 5    | Croatie           | 6      |

Et elle a reçu le plus de points de la part de :
| Rang | Pays              | Points |
| ---- | ----------------- | ------ |
| 1    | Macédoine du Nord | 10     |
| 2    | Croatie           | 6      |
| 3    | Chypre            | 1      |